# Freundeskreis der Wirtschaft
El Freundeskreis der Wirtschaft (literalmente, Círculo de Amigos de la Economía), también conocido como "Freundeskreis Reichführer SS" o "Freundeskreis Himmler", fue un grupo formado por industriales alemanes adinerados como Otto Steinbrinck, con el fin de recaudar fondos para el Partido Nazi entre 1935 y 1944.

## Historia
El Círculo fue formado tras la idea de Adolf Hitler de crear un "grupo de estudio sobre cuestiones económicas" en 1932 y finalmente creado y coordinado pocos años después por Wilhelm Keppler, uno de los asesores económicos de más confianza de Hitler y Fritz Kranefuß, excompañero de Keppler. El círculo también fue controlado por Heinrich Himmler, amigo de Keppler y líder de la IG Farben. 
Durante todos los años que duró dicho círculo, todos los miembros que formaban el grupo ingresaron anualmente alrededor de 1 millón de reichsmarks a una cuenta conocida como Sonderkonto S del banco alemán Bankhaus J. H. Stein desde 1935 hasta la disolución del círculo, tras perder la guerra, en 1944. El administrador de la cuenta financiera fue Kurt Freiherr von Schröder. También realizaban intercambios favorables con la Schutzstaffel (SS) para lograr contratos en los territorios ocupados, además de obtener mano de obra gratuita o muy barata para el desarrollo económico de sus industrias.